# Estação Ferroviária de Boliqueime
A Estação Ferroviária de Boliqueime é uma interface da Linha do Algarve, que serve a localidade de Boliqueime, no distrito de Faro, em Portugal.

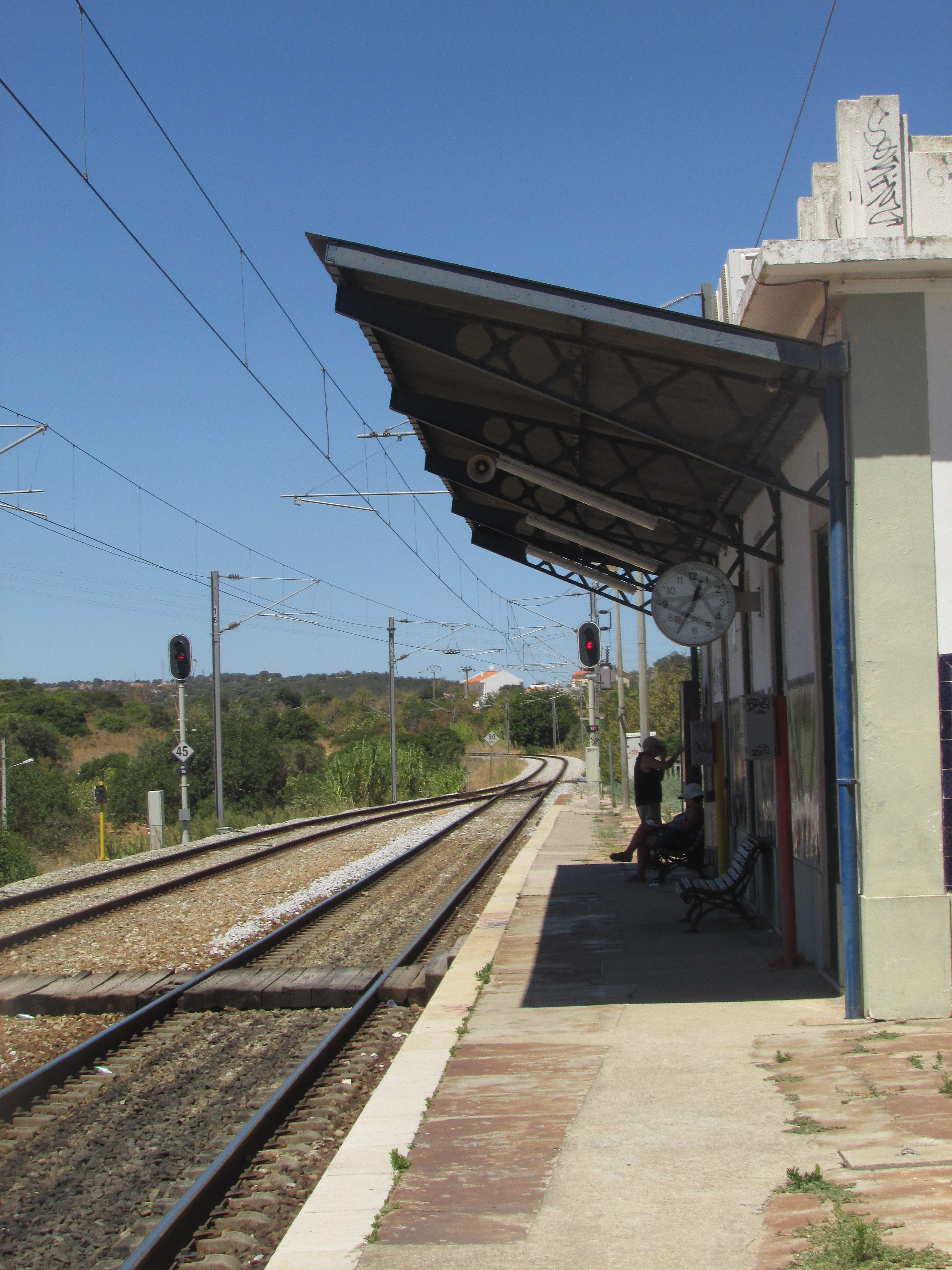
Plataforma da estação de Boliqueime, em 2017.

## Descrição

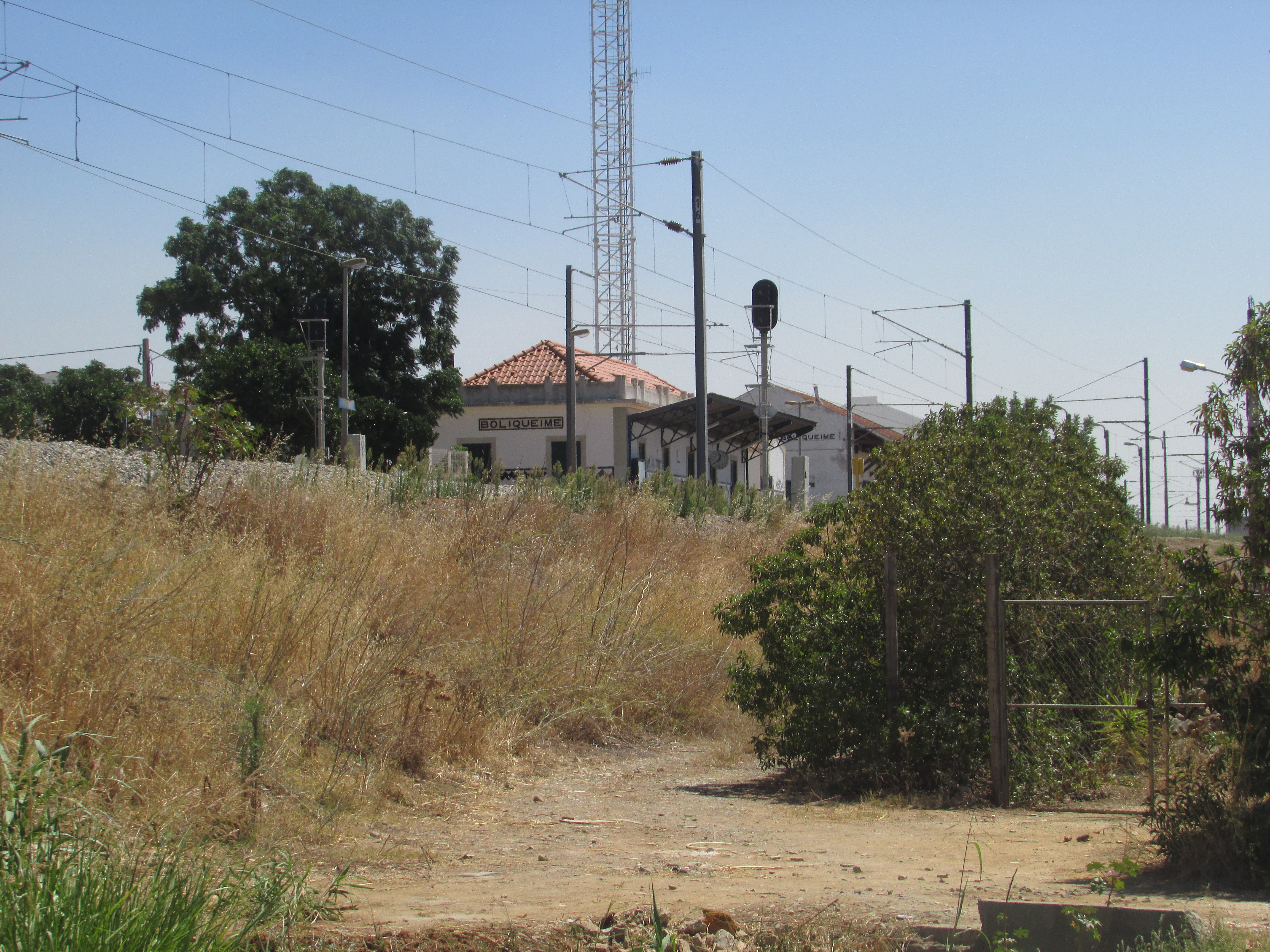
Imediações da estação de Boliqueime, em 2017.

### Localização e acessos
Esta interface tem acesso pelo Largo da Estação Ferroviária, junto à localidade de Boliqueime.
Em dados de 2022, este interface não é diretamente servido pelo transporte público rodoviário coletivo da rede regional Vamus Algarve apesar das sete carreiras que circulam na sua proximidade (9, 10, 23, 66, 77, 84, e 107); o acesso mais próximo situa-se a 688 m.

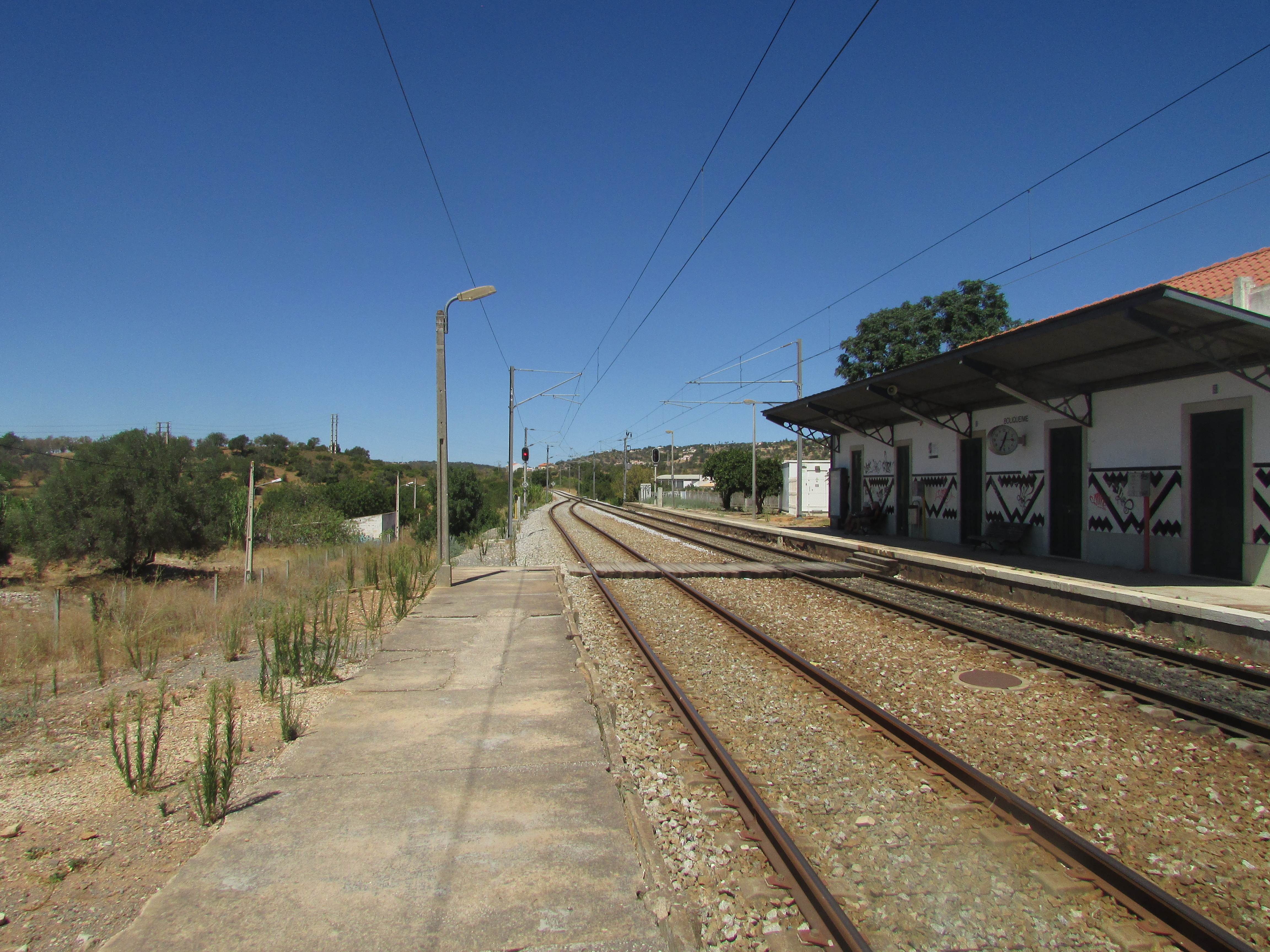
Vista geral da estação de Boliqueime, em 2017.

### Infraestrutura
Esta interface apresenta apenas duas vias de circulação (I e II), ambas com 407 m de extensão e cada uma acessível por plataforma de 80 m de comprimento e 76 cm de altura. O edifício de passageiros situa-se do lado sul da via (lado esquerdo do sentido ascendente, a Vila Real de Santo António).

### Serviços
Em dados de 2023, esta interface é servida por comboios de passageiros da C.P. de tipo regional tipicamente com nove circulações diárias em cada sentido entre Lagos e Faro.

## História

### Século XIX
Na década de 1860, foi planeada a continuação do Caminho de Ferro do Sul desde Casével até Faro, tendo sido desde logo programada a construção de uma gare servindo Boliqueime. Em 1868, já estavam quase terminadas as obras de movimentação de terras para a futura instalação da via entre Boliqueime e Faro, e o edifício da estação já estava construído, mas a construção de via neste lanço só se iniciou em finais de 1875, tendo terminado nos finais do ano seguinte. A ligação entre Amoreiras-Odemira e Faro foi inaugurada em 1 de Julho de 1889.

### Século XX
Em 1926, o engenheiro Albino Machado da Encarnação realizou um estudo sobre uma variante na Linha do Sul, de forma a melhor servir a vila de Loulé; este caminho de ferro teria o seu início a cerca de 150 m da estação , e terminaria junto ao Apeadeiro de Almancil-Nexe.
Em 1933, a Companhia dos Caminhos de Ferro Portugueses realizou várias obras nesta estação, incluindo a construção de um armazém para mercadorias. Em 1934, a Companhia levou a cabo obras de reparação parciais, e no dia 1 de Dezembro a estação passou a fazer o serviço completo de passageiros e mercadorias.

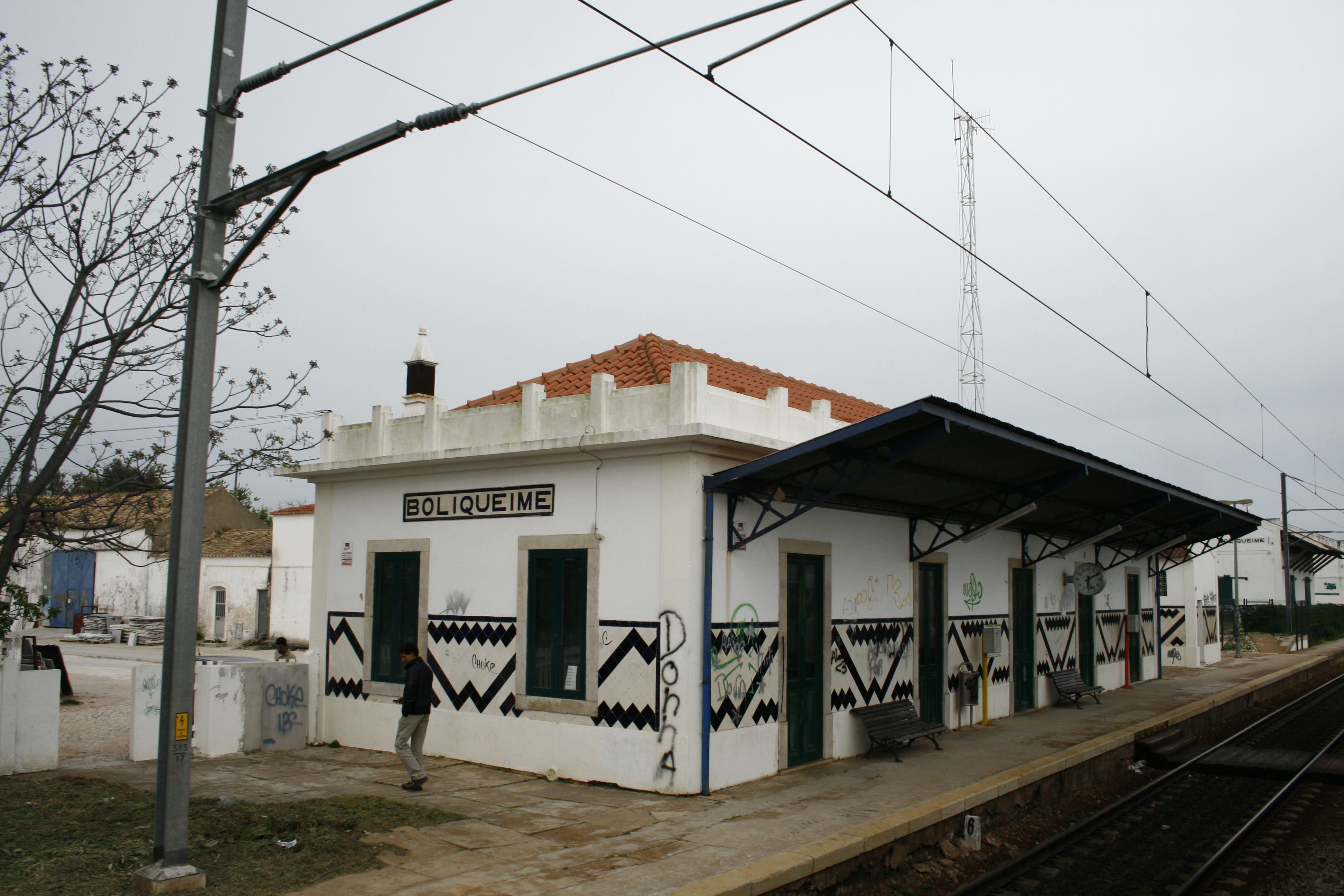
Edifício da estação, em Abril de 2010.

### Século XXI
Em Agosto de 2008, um cidadão de nacionalidade alemã foi baleado durante uma tentativa de assalto, quando este se encontrava a sair do comboio nesta estação.

Em Janeiro de 2011, a estação possuía duas linhas de circulação, ambas com 414 m de comprimento, e duas plataformas com 45 cm de altura, tendo a primeira 186 m de comprimento, e a segunda, 79 m — valores mais tarde alterados para os atuais.